# Pompeo Frigimelica
Pompeo Frigimelica (Belluno, 11 ottobre 1601 – Belluno, 28 maggio 1669) è stato un pittore italiano.
Artista dalle qualità piuttosto limitate, si affermò grazie alla fama del padre Francesco il vecchio, di cui fu allievo e collaboratore. Si occupò, peraltro, di redigere e sottoscrivere i documenti al genitore analfabeta. 
Nel 1664 diede incarico al figlio Francesco il giovane di concludere un gonfalone per la chiesa di Combai, forse perché da questo momento abbandonò il mestiere.

## Opere
- Pala di San Tommaso - Chiesa di San Tommaso, Levego di Belluno
- Pietà - Chiesa di Sant'Antonio da Padova, Giamosa di Belluno